# Сьмишек, Кшиштоф
Кшиштоф Сьмишек (пол. Krzysztof Śmiszek; род. 25 августа 1979 года в Сталёвой-Воле) — польский юрист, академический преподаватель, публицист, общественный и политический деятель. Депутат Сейма Республики Польша IX и X созывов (2019-2024), государственный секретарь в Министерстве юстиции (2023-2024), Депутат Европейского парламента X созыва (с 2024).

## Биография
В 2003 году окончил факультет права и администрации Варшавского университета. В 2016 получил степень доктора юридических наук на основе своей диссертации «Европейский стандарт равенства и польское законодательство. Материальный и институциональный аспект», написанный под руководством профессора Мирослава Выжиковского. В 2021 года получил адвокатскую лицензию.
С 2003 по 2005 работал юристом в администрации Представителя правительства по равенству мужчин и женщин. Кроме того был экспертом в польских внеправительственных организациях, занимающимся противодействиям дискриминации.
До 2008 работал в юридическом департаменте Канцелярии Председателя Совета министров, после работал в Брюсселе как программный координатор EQUINET.
В 2017-2019 годах — преподаватель на факультете права, управления и международных отношений в Краковской академии имени Анджея Фрыч-Моджевского.
Стипендиат Мичиганского университета. Читал гостевые лекции в Университете Торонто и Техасском университете в Остине.
В 2017 основал Польское общество антидискриминационного права и был её председателем.
В 2019 вступил в партию Роберта Бедроня «Весна». На майских выборах в Европейский парламент получил 46 698 голосов, но избран не был.
На парламентских выборах 2019 года избран в Сейм IX созыва по списку коалиции «Левых». В парламенте стал вице-председателем фракции «Левых», членом комиссии юстиции и прав человека и комиссии по делам Европейского союза. Парралелно с этим делегат Парламентской ассамблеи Совета Европы.
На парламентских выборах 2023 года переизбран депутатом Сейма.
В декабре 2023 года назначен государственным секретарём в Министерстве юстиции Польши.

## Участие в выборах
| Выборы | Избирательный комитет          | Избирательный комитет          | Орган                            | Результат      |
| ------ | ------------------------------ | ------------------------------ | -------------------------------- | -------------- |
| 2019   |                                | Весна Роберта Бедроня          | Европейский парламент IX созыва  | 46 698 (3,57%) |
| 2019   |                                | Союз демократических левых сил | Сейм Республики Польша IX созыва | 43 447 (6,64%) |
| 2023   |                                | Левые                          | Сейм Республики Польша X созыва  | 34 577 (4,46%) |
| 2024   | Европейский парламент X созыва | Левые                          | 65 869 (6,14%)                   |                |

## Личная жизнь
Кшиштоф Сьмишек — открытый гей. Его партнёр Роберт Бедронь, польский политик и общественный деятель. 27 сентября 2023 года в Келецком центре культуры в ходе спектакля «Спартак. Любовь во времена заразы» Роберт Бедронь и Кшиштоф Сьмешек совершили символический обряд бракосочетания, по их словам, после 23 лет нахождения в связи государство не позволяет им официальное вступление в брак.

## Публикации
- Dyskryminacja i mobbing w zatrudnieniu (соавтор), C.H. Beck, Warszawa 2008.
- Równe traktowanie osób LGBT w zatrudnieniu – przepisy i orzecznictwo wspólnotowe a standardy Yogyakarty, [w:] R. Wieruszewski, M. Wyrzykowski (редактор), Orientacja seksualna i tożsamość płciowa – aspekty prawne i społeczne, Instytut Wydawniczy EuroPrawo, Warszawa 2009.
- A bird’s eye view of equal treatment bodies across Europe in the light of EU legislation. In what circumstances can they act and with what measures?, [w:] C.J. Forder (редактор), Gelijke behandeling: oordelen en commentaar 2009, Wolf Legal Publishers, Nijmegen 2010.
- Nowe standardy ochrony przed dyskryminacją w polskim prawie, „Edukacja Prawnicza”, nr 5, 2011.
- Powolny proces dostosowywania polskiego systemu polityki antydyskryminacyjnej do standardów unijnych, „Problemy Polityki Społecznej”, nr 15, 2011.
- Sytuacja prawna osób transpłciowych w Polsce. Raport z badań i propozycje zmian (соредактор), Polskie Towarzystwo Prawa Antydyskryminacyjnego, Warszawa 2013[15].
- LGBTI asylum claims: the Central and Eastern European perspective (соавтор), „Forced Migration Review”, nr 42, 2013.
- Ochrona instytucjonalna przed dyskryminacją rasową w UE – ścisłe reguły koncepcji sądu – glosa do wyroku TS z 31.01.2013 r. w sprawie C-394/11 Belov, „Europejski Przegląd Sądowy”, nr 5, 2013.
- Combating Sexual Orientation Discrimination in the European Union (соавтор), Urząd Publikacji Unii Europejskiej, Luksemburg 2015[16].
- Zakaz dyskryminacji ze względu na przynależność państwową a dyrektywy antydyskryminacyjne, [w:] G Baranowska, A. Bodnar, A. Gliszczyńska-Grabias (научный редактор), Ochrona praw obywatelek i obywateli Unii Europejskiej. 20 lat – osiągnięcia i wyzwania na przyszłość, Wolters Kluwer, Warszawa 2015.
- Testy dyskryminacyjne. Praktyczny podręcznik dla organizacji pozarządowych (соредактор), Polskie Towarzystwo Prawa Antydyskryminacyjnego, Warszawa 2016.
- Mechanizm dochodzenia roszczeń w sprawach o dyskryminację, [w:] A. Zawidzka-Łojek, A. Szczerba-Zawada (научный редактор), Prawo antydyskryminacyjne w Unii Europejskej, Instytut Wydawniczy EuroPrawo, Warszawa 2015.
- Wolność gospodarcza pracodawców a standardy odpowiedzialności za dyskryminację w miejscu pracy w świetle orzecznictwa Europejskiego Trybunału Praw Człowieka, [w:] A. Bodnar, A. Ploszka (научный редактор), Wpływ Europejskiej Konwencji Praw Człowieka na funkcjonowanie biznesu, Wolters Kluwer, Warszawa 2016.
- Zwalczanie stereotypów płciowych jako standard ochrony przed dyskryminacją. Praktyka stosowania prawa (соавтор), [w:] Prawo wobec problemów społecznych. Księga jubileuszowa profesor Eleonory Zielińskiej, C.H. Beck, Warszawa, 2016.
- Ustawa o wdrożeniu niektórych przepisów Unii Europejskiej w zakresie równego traktowania. Komentarz (соавтор), Wolters Kluwer, Warszawa, 2016.